# Єшко Георгій Миколайович
Георгій Миколайович Єшко (пом. 12 лютого 1913, Вовчанськ —  23 вересня 1983, Харків) — радянський футболіст і боксер, чемпіон СРСР з боксу, тренер з боксу. Учасник Німецько-радянської війни.

## Життєпис
Народився у Вовчанську, згідно з іншими даними в селі Тавільжанка.
Грав у футбол за клуб «Локомотив» (Харків) на позиції воротаря. У 1936 році зіграв 3 матчі у кубку СРСР, в цей же час захопився боксом у ДСТ «Спартак» (Харків) під керівництвом Б. І. Рисєва. Після війни його тренером став С. А. Ємельянов. У 1947 році став чемпіоном країни в напівважкій ваговій категорії. Випускник Вищої школи тренерів при Харківському інституті фізичної культури 1938 року.
Учасник Німецько-радянської війни. Служив на Чорноморському флоті. Учасник оборони Севастополя. В ході оборони отримав важке поранення й контузію. Після лікування служив в 1-м Гвардійському зенітному артилерійському полку. Нагороджений орденом Червоної Зірки (25 травня 1945), медалями «За оборону Севастополя» та «За оборону Кавказу».
У Вовчанську проходить турнір з боксу пам'яті Георгія Ешко.

## Досягнення
- Чемпіонат СРСР з боксу
  -  Чемпіон (6): 1947